# 達悟族詛咒太陽傳說
達悟族詛咒太陽傳說，是台灣達悟族神話中月亮的形成神話，原本天空中有兩個太陽，但其中一個受到族人詛咒而成為月亮。

## 內容
過去天空上有兩個太陽一起照耀，因此大地相當炎熱，達悟族人不需要用火烤熟食物，只要把食物放在地上就可以。
有一天，一對夫婦（一說一個母親）帶著孩子到山裡採集食物，雖然他們事先將孩子放在遮陽的棚子下，但孩子仍然被太陽曬死了，父母們又哀痛又憤怒，指著其中一個太陽，大聲詛咒他，那個太陽便逐漸失去熱能和亮度（一說已經死了），變成了月亮。

## 其他版本
另有版本的傳說認為變成月亮的太陽是真的受到族人的攻擊而被刺死；或是原本不僅有兩個太陽，天也很低，直到一個太陽變成月亮後才由西卡如論將天舉高，但也有說法認為是先將天舉高，才出現了兩個太陽。